# Lepa Njiva
Lepa Njiva je naselje u slovenskoj Općini Mozirju. Lepa Njiva se nalazi u pokrajini Štajerskoj i statističkoj regiji Savinjskoj. 

## Stanovništvo
Prema popisu stanovništva iz 2002. godine naselje je imalo 482 stanovnika.